# Miguel Chepoyá
Miguel Chepoyá (Santa María la Mayor, ? - ?) fue un soldado argentino, de destacada participación en el Regimiento de Granaderos, donde fue trompetista.

## Biografía
Se incorporó a los 18 años de edad al Segundo Escuadrón de la Segunda Compañía del Ejército del Norte, donde participó de las batallas de Tucumán y Salta. Se incorporó al Ejército de los Andes, batiéndose en las batallas de Chacabuco y Maipú. Gracias a la sublevación de 1824, en la batalla de Ayacucho, fue uno de los pocos granaderos que logró regresar con vida al Río de la Plata.
Era de origen guaraní, y una posible interpretación de su apellido es que vendría de ché pó yá, «mi mano te extiendo».[cita requerida]

## Homenajes
Una de las estatuas del grupo escultórico del Cerro de la Gloria en Mendoza, lo representa. La Asociación Cultural Sanmartiniana de Misiones, con sede en Posadas, bautizó con su nombre su biblioteca. En aquella ciudad, una pequeña calle lleva su nombre.
En la ciudad de Apóstoles, en Misiones, en la plaza central, se lo homenajea en el conjunto escultórico dedicado al General San Martín, con una obra estatuaria ecuestre, donde se lo destaca especialmente tocando la trompeta. También existe un Club Social en el barrio San Martín de esta ciudad, que lleva su nombre.[cita requerida]